# 安娜·阿特金斯
安娜·阿特金斯（Anna Atkins，1799年3月16日—1871年6月9日），植物學家、插畫家，出生於英國；父親約翰·喬治·闕爾登（1777年－1852年）為博物學家。
1825年嫁給了約翰·佩利·阿特金斯（John Pelly Atkins），開始製作植物標本。由於父親的關係進而結交兩位攝影界先驅約翰·赫歇爾爵士（1792年－1871年）和威廉·福克斯·塔尔博特（1800年－1877年），並發揚光大約翰·赫歇爾的藍曬法照相法；據傳她在1843年出版了世界上第一本攝影書（英國藻類） ，目前全球只有17個副本。

## 延伸閱讀
- Armstrong, Carol; Catherine de Zegher. . Princeton, N.J.: Princeton University Press. 2004. ISBN 0-691-11948-1.

## 外部連結
- . J. Paul Getty Museum.   [11 August 2009]. （原始内容存档于2013-09-11）.
- . 维多利亚和阿尔伯特博物馆.   [11 August 2009]. （原始内容存档于2003-12-11）.
- Rudnick, Les. .   [11 August 2009]. （原始内容存档于2021-03-08）.